# Acalypha neomexicana
Acalypha neomexicana är en törelväxtart som beskrevs av Johannes Müller Argoviensis. Acalypha neomexicana ingår i släktet akalyfor, och familjen törelväxter. Inga underarter finns listade i Catalogue of Life.